# Barraux
Barraux ist eine französische Gemeinde mit 2002 Einwohnern (Stand 1. Januar 2022) im Département Isère in der Region Auvergne-Rhône-Alpes; sie gehört zum Arrondissement Grenoble und zum Kanton Haut-Grésivaudan.

## Geografie
Die Gemeinde Barraux liegt an der Isère im Tal des Grésivaudan. Das Ortszentrum liegt drei Kilometer von Pontcharra entfernt, 22 Kilometer von Chambéry und 35 Kilometer von Grenoble. Nachbargemeinden sind: Sainte-Marie-du-Mont, La Buissière, La Flachère, Pontcharra und Chapareillan. Ortsteile von Barraux sind außer dem Ortszentrum, La Cuiller, Beauregard, La Frette, Le Fayet (mit dem Château Le Fayet) und La Gache. Das Gemeindegebiet liegt teilweise im Regionalen Naturpark Chartreuse.

## Geschichte

Karte von Fort Barraux und Umgebung (um 1750)

Das Fort Barraux wurde 1598 von Lesdiguières dem Herzog von Savoyen abgenommen, der die Festung im Jahr zuvor errichtet hatte. Vauban ordnete 1692 Baumaßnahmen an, um die Grenze zu Savoyen weiter zu verstärken. Die Arbeiten dauerten bis 1770. 1793 wurde das Fort in ein Gefängnis umgewandelt.
1914–1918 gab es in Barraux ein Kriegsgefangenenlager für deutsche Offiziere. Dort interniert war unter anderem:
- Richard Haizmann
- Herbert von Garvens

Ab 1939 wurde Fort Barraux für unterschiedliche Zielgruppen als Internierungslager benutzt, in dem sich zeitweilig mehr als 800 Menschen aufhalten mussten.
- Vom 11. September bis zum 9. Oktober 1939 wurden hier spanische Bürgerkriegsflüchtlinge untergebracht.[3]
- Unter dem Vichy-Regime wurde Fort Barraux am 24. Juli 1940 offiziell ein Centre de séjour surveillé (CSS, Zentrum für überwachten Aufenthalt).[4] Während dieser bis zum Dezember 1942 dauernden Periode waren nach der Fondation pour la mémoire de la déportation (FMD) nur Politiker im Fort interniert (Kommunisten, Gewerkschafter). Andere Quellen sprechen dagegen auch von Straffälligen[4], und Peschanski beschreibt das Fort-Barraux dank seiner Insassen gar als ein Schwarzmarktzentrum. „Es [waren] die Internierten, die einen riesigen Schwarzhandel leiteten.  Sie verfügten über die nötige Kompetenz, denn das Lager beherbergte zur Hälfte Strafgefangene und zur Hälfte Schwarzmarktspezialisten.“[5][6] Das rührte vermutlich daher, dass in dem „zu einem der ersten für Franzosen reservierten Internierungslager“ gewordenen Fort[7] von Beginn an eine spezielle Gruppe von Männern interniert wurde, nämlich Angehörige der Compagnies spéciales de travailleurs exclus, „in denen mehrfach vorbestrafte Wehrpflichtige zusammengefasst“ waren.[7] Diese Kompanien existierten noch bis zum 30. Oktober 1940, ihre Angehörigen blieben aber danach ohne offizielle Anordnung weiterhin interniert. Für die meisten war der 1. November 1940 „der Beginn eines langjährigen Lageraufenthalts.“[7]
Peschanski beschreibt ausführlich, wie sehr das Bewachungspersonal des Forts von den Schwarzmarktgeschäften seiner Insassen profitierte[5], und darüber hinaus war das Lager aufgrund der legalen und illegalen Geschäfte in seinem Umfeld auch ein wichtiger Wirtschaftsfaktor für die Gemeinde Barraux. „Das Lager mit maximal etwa 850 Internierten unterstützte buchstäblich Dutzende von Händlern, Handwerkern und Ärzten, die offizielle oder inoffizielle Versorger von Fort-Barraux wurden.[8]“[4]
- Das Zahlenverhältnis zwischen politischen Internierten und gewöhnlichen Straftätern scheint sich 1942 immer mehr in Richtung der Internierung von Kriminellen verschoben zu haben, und vom 31. Oktober 1942 an wurde Fort Barraux von der Verwaltung als Lager für „Sträflinge und Zuhälter“ eingestuft.[9] Ob das Fort darüber hinaus bis zum 19. August 1944 weiterhin Lager für aus politischen Gründen Internierte blieb[3], ist unklar. Sicher ist dagegen, dass vom 16. bis 27. August 1942 nach Razzien in der freien Zone Frankreichs ausländische Juden im Fort Barraux interniert wurden. 119 von ihnen wurden am 28. August nach Lyon gebracht und dann nach Auschwitz deportiert.[10]
- Ende 1943 verließen 210 Internierte das Fort, die von der Organisation Todt angeworbenen worden waren.[3]
- Am 22. Juni 1944 wurden etwa 400 Internierte aus dem Fort Barraux von den Deutschen deportiert.[10] Unter den Deportierten befanden sich auch mehrere Nomaden (nomades).[11] Am 6. August 1944 gab es einen Angriff des Maquis auf das Fort Barraux.
- Nach der Befreiung Frankreichs durch die Alliierten wurde das Fort Barraux von den Franzosen zur Internierung von Deutschen genutzt. Der 15. Dezember 1944 in Internierungshaft genommene Wilhelm Scheuermann kam zunächst in das Lager Natzweiler-Struthof und dann ins Fort Barraux, wo er am 13. August 1945 an Unterernährung starb.

Gedenken und Erinnern im Fort Barraux
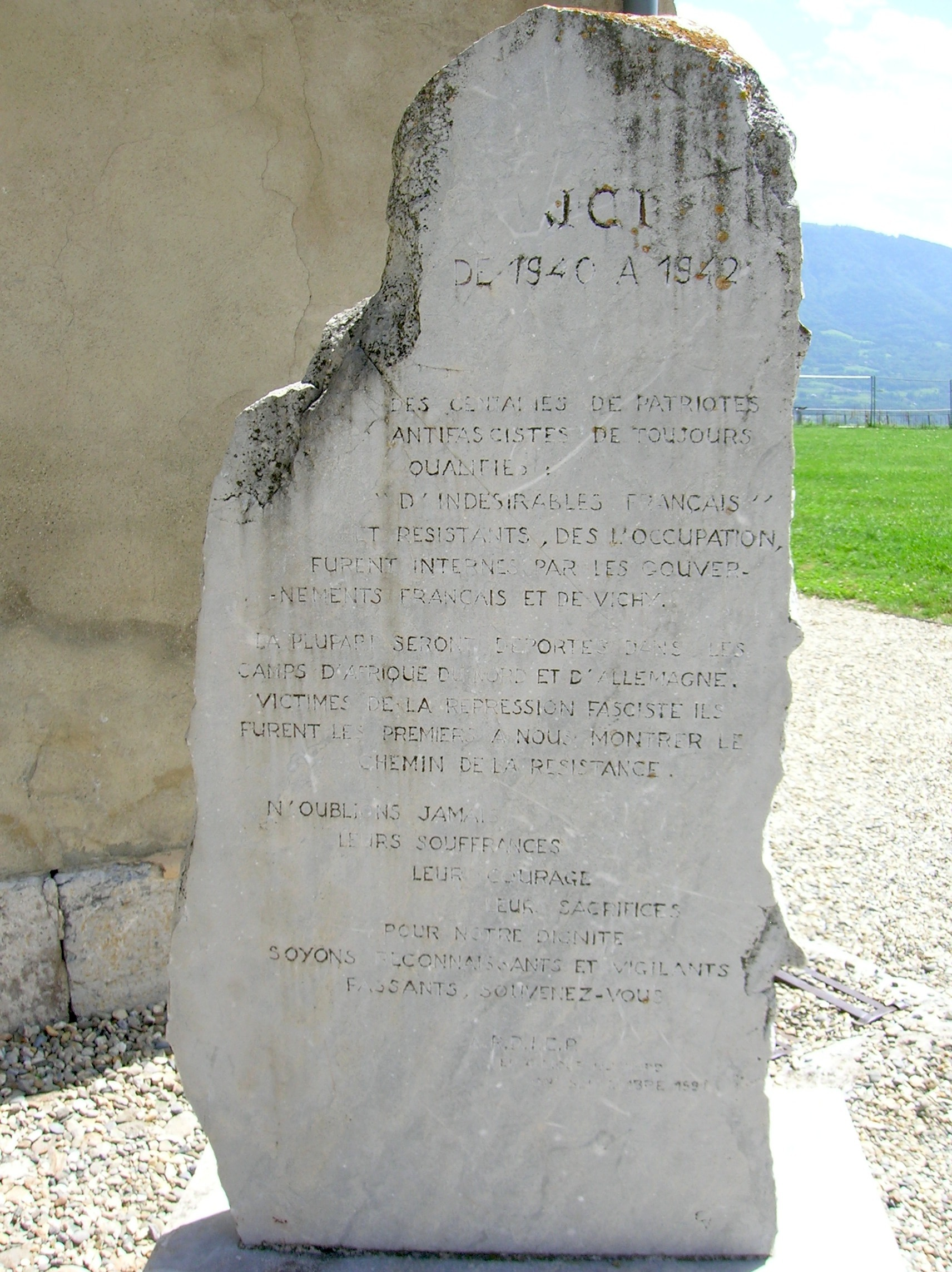
Gedenkstein
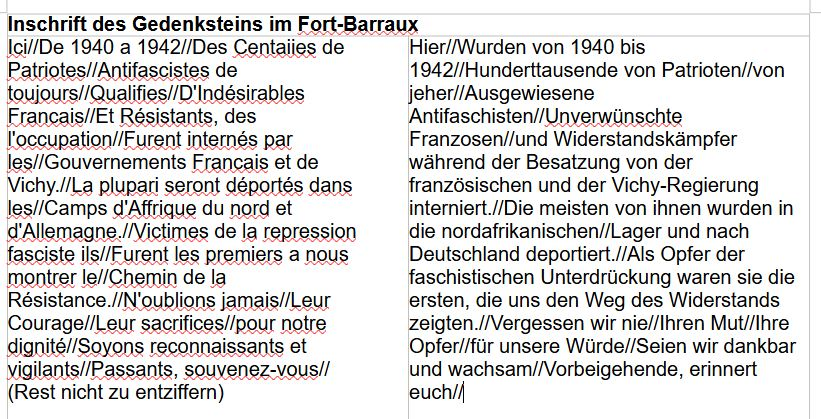
Fort-Barraux – Inschrift des Gedenksteins
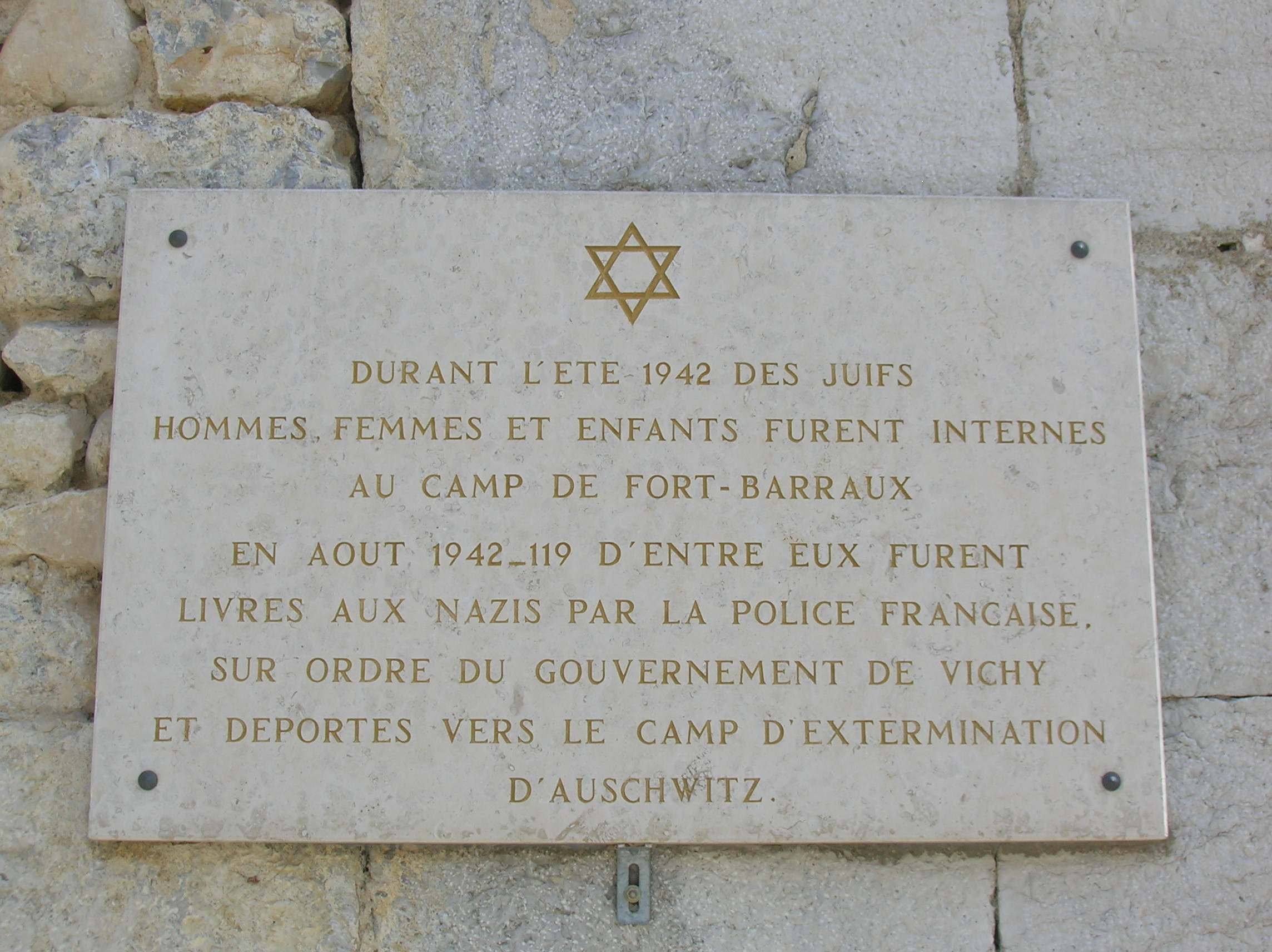
Gedenktafel
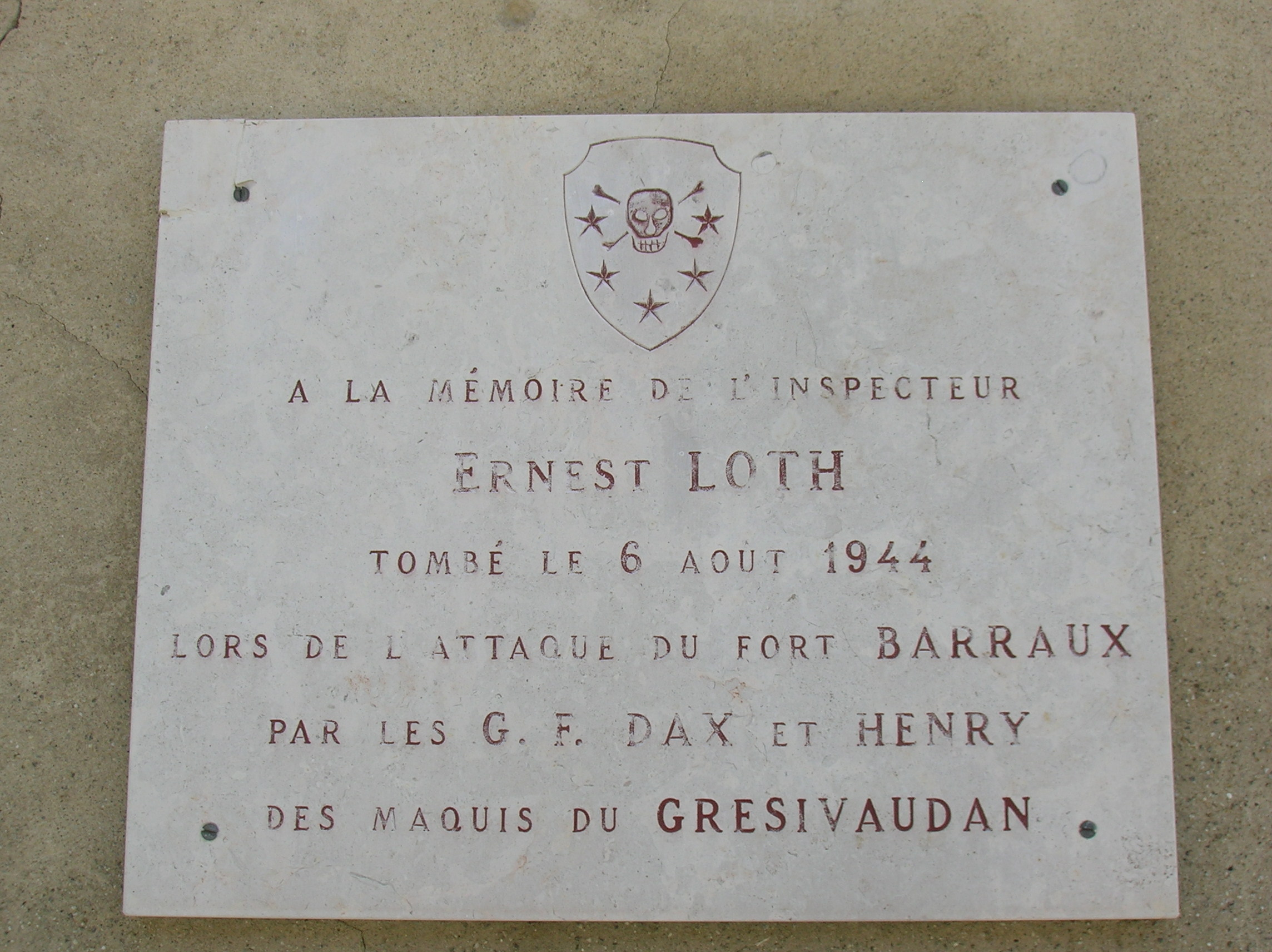
Gedenktafel für den Widerstandskämpfer Ernest Loth

Auf der offiziellen Webseite über das Fort, in der die Geschichte des Internierungslagers nur eine sehr untergeordnete Rolle spielt, heißt es: „Das Fort diente während der beiden Weltkriege als Gefängnis und wurde 1947 in ein Munitionslager umgewandelt. Das Fort wurde 1988 stillgelegt und die Gemeinde Barraux kaufte es. Es wird 1990 als historisches Monument eingestuft.“

## Bevölkerungsentwicklung
| Jahr                       | 1962 | 1968 | 1975 | 1982 | 1990 | 1999 | 2010 | 2017 |
| Einwohner                  | 800  | 800  | 871  | 939  | 1214 | 1474 | 1862 | 1918 |
| Quellen: Cassini und INSEE |      |      |      |      |      |      |      |      |

## Sehenswürdigkeiten

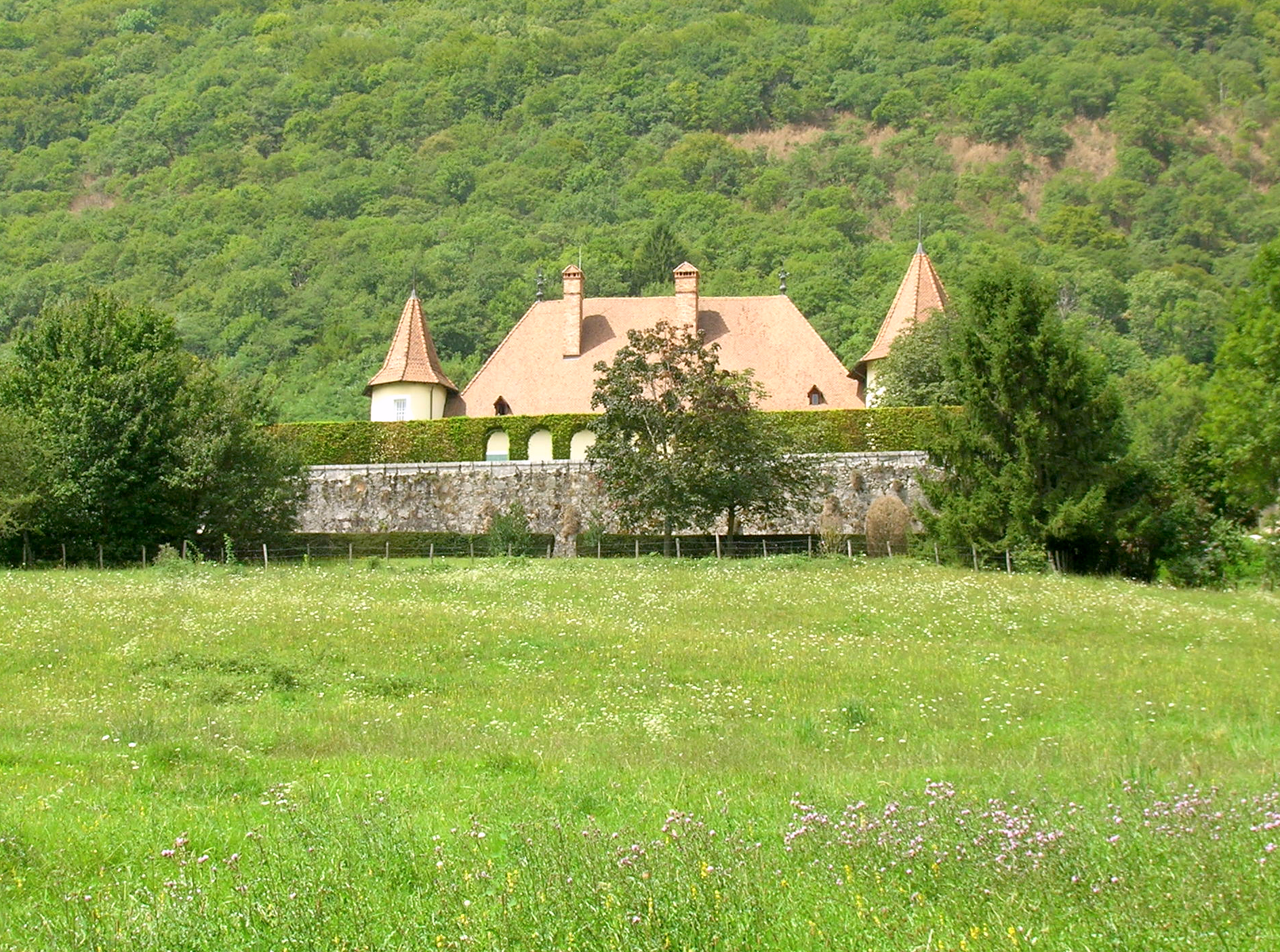
Schloss Le Fayet

- Kirche Saint-Martin
- Fort Barraux
- Schloss Le Fayet

## Persönlichkeiten
- Marie Touchet (1549–1638), Mätresse des Königs Karl IX., brachte 1573 auf Schloss Le Fayet Charles de Valois, den späteren Herzog von Angoulême zur Welt
- Louis Laurent Fayd'herbe, Comte de Maudave, wurde 1725 auf Schloss Le Fayet geboren

## Gemeindepartnerschaft
- Lanhouarneau, (Bretagne)